# Salles-sur-Mer
Salles-sur-Mer là một xã trong tỉnh tổng La Jarrie in the Charente-Maritime trong vùng Nouvelle-Aquitaine, tây nam nước Pháp. Xã Salles-sur-Mer nằm ở khu vực có độ cao trung bình 8 mét trên mực nước biển.

## Lịch sử biến động dân số
| Năm  | Dân số |
| ---- | ------ |
| 1962 | 627    |
| 1968 | 647    |
| 1975 | 926    |
| 1982 | 1,369  |
| 1990 | 1,441  |
| 1999 | 1,611  |